# Krčský les
Krčský les eller Kunratický les är en skog i staden Prag i Tjeckien.   Den ligger 8 km sydost om Prags centrum.